# Salgótarján
Salgótarján és una ciutat del nord d'Hongria amb drets comtals, capital de la província de Nógrád, a prop de la frontera amb Eslovàquia.

## Geografia
Salgótarján es troba a les muntanyes Cserhát, al llarg del riu Tarján, a prop d'Eslovàquia. Està a uns 120 km de Budapest, la capital hongaresa, a uns 70 km de Miskolc; i a 11 km de la frontera amb Eslovàquia. Es troba envoltada de turons amb molta vegetació. A la rodalia neix el riu Zagyva, que va a parar al riu Tisza i finalment al Danubi.

## Economia
L'economia de Salgótarján es basa en el turisme, en la indústria i en els seus recursos minerals (lignit). La indústria se centra en el sector siderúrgic, en el del vidre i en el del tabac.

## Turisme
Les seves principals atraccions turístiques són: 
- El castell medieval de Salgado, del segle xiii, que va ser construït sobre el cim d'un turó rocós a pocs quilòmetres al nord.
- El poble de Hollókő, a uns 20 km al sud-oest, inscrit com a Patrimoni de la Humanitat segons la UNESCO.
- El castell de Somoskő a uns 10 km, a prop d'Eslovàquia.

## Ciutats agermanades
- Lučenec, Eslovàquia